# Óros Týmfi
Óros Týmfi är ett berg i Grekland.   Det ligger i regionen Epirus, i den nordvästra delen av landet, 300 km nordväst om huvudstaden Aten. Toppen på Óros Týmfi är 2 497 meter över havet.
Terrängen runt Óros Týmfi är huvudsakligen bergig, men den allra närmaste omgivningen är kuperad.Runt Óros Týmfi är det mycket glesbefolkat, med 2 invånare per kvadratkilometer. Närmaste större samhälle är Kónitsa, 11,0 km norr om Óros Týmfi. Trakten runt Óros Týmfi består i huvudsak av gräsmarker.